# Jolly Roger

Egy hagyományos "Jolly Roger" lobogó.

A Jolly Roger kifejezést az angol tengerészek használták a kalózok lobogójára. Ezek a lobogók zömében halálfejes zászlók voltak, de általában véve is a csontváz, és a halál motívumai voltak fellelhetők ezeken. A középen koponya, alatta keresztbe elhelyezett lábszárcsontok együttesét Edward England, angol kalózkapitány használta először.

## Eredete

Egy kalóz zászló, amit gyakran "Jolly Rogernek" hívnak. Ezt a zászlót a hírhedt kalóz, Feketeszakáll használta.

A név eredetét, még mindig egy kicsit homály fedi. Richard Hawkins, akit 1724-ben kalózok fogtak el, jelentette, hogy a kalózoknak fekete zászlaján egy csontváz alakja látható, mely dárdával szúr meg egy szivet, és amelyet a kalózok Jolly Rogernek hívnak. A történet ellenére a Jolie Roger név a francia jolie rouge szóból származik, ami "szép pirosat" jelent.
Egy másik elmélet szerint az ördögnek adott, "Old Roger" (öreg Roger) szóból származik a név.

### Könyvek
- Allaway, Jim. Hero of the Upholder. Periscope Publishing (2004). ISBN 1-904381-23-5
- Admiralty. His Majesty's Submarines, 3rd, World War II Monographs, Merriam Press (1997)
- Compton-Hall, Richard. Submarines at War 1939–45. Periscope Publishing (2004). ISBN 1-904381-22-7
- Mackay, Richard. A Precarious Existence: British Submarines in World War I. Periscope Publishing (2003. szeptember 1.). ISBN 1-904381-17-0
- Simpson, Andy. Why Would Anyone Want to Swing a Cat?: ... and 499 other questions. London: Constable & Robinson Ltd, 163–64. o. (2014. január 3.). ISBN 978-1849019477
- Sumner, Ian. The Royal Navy 1939–45. Osprey Publishing (2001. október 25.). ISBN 1-84176-195-8
- Williamson, Gordon. U-Boats Vs Destroyer Escorts: The Battle of the Atlantic, Duel Series. Osprey Publishing (2007). ISBN 978-1-84603-133-5

#### Újságok és új szócikkek
- Norton-Taylor, Richard. „Cruise missile sub back in UK”, The Guardian, 2003. április 17. (Hozzáférés: 2010. március 25.)
- Richards, Bill (2006. december 1.). „Onslow's Jolly Roger”. Signals (77), 10–12. o, Kiadó: Australian National Maritime Museum. ISSN 1033-4688.